# آربگنوخ

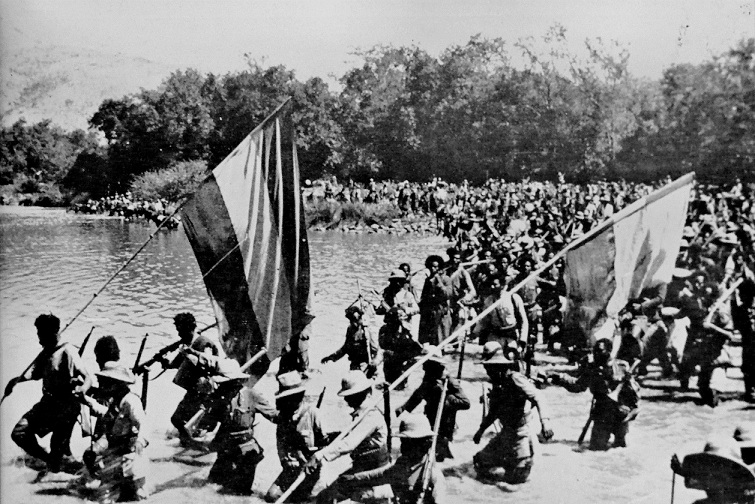
عبور نیروهای آربگنوخ از رودخانه اومو، سال ۱۹۴۱

آربگنوخ‌ها گروه مقاومتی بودند که پس از جنگ ایتالیا و اتیوپی در سال ۱۹۳۵، تشکیل شده و به مبارزه بر ضد نفوذ ایتالیا در خاک اتیوپی اقدام می‌کردند.
آنها توسط ایتالیایی‌ها به عنوان shifta شناخته می‌شدند.